# 스파게티 코드

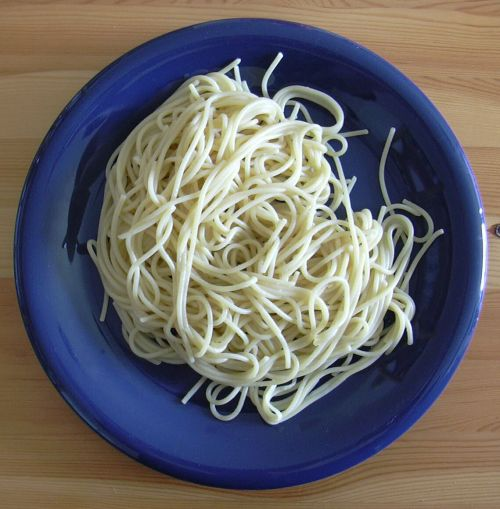
스파게티 면발

스파게티 코드(spaghetti code)는 컴퓨터 프로그램의 소스 코드가 복잡하게 얽힌 모습을 스파게티의 면발에 비유한 표현이다. 스파게티 코드는 정상적으로 작동하지만, 사람이 코드를 읽으면서 그 코드의 작동을 파악하기는 어렵다.
스파게티 코드는 GOTO 문을 지나치게 많이 사용하거나, 프로그램을 구조적으로 만들지 않는 경우에 만들어지기 쉽다.

## 예제
다음의 두 베이직 코드는 같은 작동을 한다.
```
 
10
 
DIM
 
i

 
20
 
i
 
=
 
0

 
30
 
i
 
=
 
i
 
+
 
1

 
40
 
IF
 
i
 
<>
 
10
 
THEN
 
GOTO
 
90

 
50
 
IF
 
i
 
=
 
10
 
THEN
 
GOTO
 
70

 
60
 
GOTO
 
30

 
70
 
PRINT
 
"Program Completed."

 
80
 
END

 
90
 
PRINT
 
i
;
 
" squared = "
;
 
i
 
*
 
i

 
100
 
GOTO
 
30

```

```
 
10
 
DIM
 
i

 
20
 
FOR
 
i
 
=
 
1
 
TO
 
9

 
30
     
PRINT
 
i
;
 
" squared = "
;
 
i
 
*
 
i

 
40
 
NEXT

 
50
 
PRINT
 
"Program Completed."

```

이때 앞쪽의 GOTO 문을 사용한 코드에 비해 뒤쪽의 코드는 for 문을 사용했고, 작동 방식이 더 직관적이다.

## 같이 보기
- IOCCC
- 기술 부채